# Favianna Rodriguez
Favianna Rodriguez (Oakland, 26 de setembro de 1978) é uma artista, estrategista cultural e ativista norte-americana que definiu a si mesma como queer e latina com raízes afro-peruanas. Começou sua carreira na década de 90 como desenhista de cartazes políticos em luta pela justiça racial em Oakland, Califórnia. É conhecida por usar sua arte como ferramenta para o ativismo. Seus desenhos e projetos abarcam diferentes temas, entre eles, a globalização, a imigração, o feminismo, o patriarcado, a interdependência e os alimentos geneticamente modificados. Rodriguez é cofundadora da Presente.org e Diretora-executiva da CultureStrike, organização nacional de arte que envolve artistas, escritores e intérpretes na luta pelos direitos dos imigrantes.

## Biografia
Rodriguez nasceu no bairro de Fruitvale a oeste de Oakland, Califórnia. Seus pais são de origem peruana e emigraram para Califórnia no final da década de 60. Os talentos artísticos de Rodriguez surgiram ainda jovem. Durante a educação primária Rodriguez ganhou concursos de arte e uma vez apareceu na televisão espanhola para expor sua obra de arte. Seus pais apoiaram sua arte, mas a pressionaram a seguir uma carreira em medicina ou engenharia.
Fruitvale é um bairro predominantemente latino e foi nele que Rodriguez não só tomou conhecimento como também sofreu racismo anti-latino. Observou que os alunos de sua comunidade eram estigmatizados pelo sistema escolar e retratados como "membros de gangues" ao passo que mulheres negras eram representadas negativamente pela mídia. Entre seus 13 e 15 anos, com o intuito de melhor formar sua adolescência, foi morar na Cidade do México, primeiro com sua tia e depois em um quarto alugado, onde se interessou por obras de arte politicamente engajadas, aprendendo sobre o contexto político dos murais e a obra de Frida Kahlo, com quem imediatamente se identificou.
Após seu regresso a Oakland se envolveu com ativismo e organizações latinas, criando inclusive o primeiro clube latino em sua escola. Em 1994, quando ela estava com 16 anos, foi aprovada a Proposta 187 da Califórnia, que propôs negar serviços sociais a imigrantes indocumentados, bem como serviços médicos e educação pública, marcando a primeira lei anti-imigrante do estado.
Depois de se formar na Skyline High School em 1996, Rodriguez recebeu várias bolsas de estudo e escolheu estudar na Universidade da Califórnia em Berkeley. Aos 20 anos, a contragosto dos seus pais, abandonou a universidade para seguir seu próprio caminho. Decidiu seguir carreira na arte política, inspirada na arte em gravura, apresentada a ela pela artista norte-americana de ascendência mexicana Yreina Cervantez.

## Arte e Ativismo
Favianna foi atraída por cartazes e arte reprodutível como a arte em gravura, por seu poder de educar, organizar e libertar comunidades. Suas ilustrações tornaram-se sinônimo de esforços populares para defender uma variedade de questões que vão desde estudos étnicos, direitos de imigrantes e mulheres, ação afirmativa ao patriarcado, interdependência, justiça alimentar, justiça ambiental e racial, sustentabilidade e ativismo juvenil.
A arte de Rodriguez é tipificada por cores de alto contraste e figuras gráficas, ela é conhecida por seus cartazes ousados sobre imigração, racismo, guerra, globalização e movimentos sociais.Trabalhou em estreita colaboração com artistas no México, Europa e Japão, e suas obras apareceram em coleções no Bellas Artes, The Glasgow Print Studio e no Museu de Arte do Condado de Los Angeles. Em 2008, foi listada entre os "50 Visionários que estão mudando o mundo" pela revista Utne Reader.

### Envolvimento organizacional
Rodriguez é Diretora-executiva e cofundadora da CultureStrike, uma rede nacional de artistas e ativistas que apoia o movimento artístico nacional e global em torno da imigração. Também é cofundadora e presidente do The Center for Cultural Power, uma organização nacional que investe em artistas e contadores de histórias como agentes de mudança social positiva. Favianna atua como Consultora Sênior no Conselho da Presente.org, uma organização nacional virtual dedicada ao empoderamento político das comunidades latinas, e foi codiretora da organização até agosto de 2016. 
Rodriguez ajudou a estabelecer várias organizações para apoiar artistas e comunidades locais. Ela é cofundadora da Tumis Inc., um estúdio de design bilíngue que fornece desenvolvimento gráfico, web e de tecnologia  justiça social. Rodriguez também foi cofundadora da EastSide Arts Alliance and Cultural Center, uma organização de artistas e organizadores comunitários que tem o objetivo de promover a sustentabilidade da comunidade por meio do desenvolvimento de lideranças e da conscientização política e cultural.
Criou em 2003, com Jesus Barraza, o estúdio de impressão Taller Tupac Amaru para promover a prática da impressão de tela entre artistas californianos, funcionando há decadas como um catalisador para mudanças de muitas questões políticas contemporâneas, mas especialmente a imigração e os direitos latino-americanos. Ela também é membro da Cooperativa de artistas Justseeds que distribui gravuras e publicações sobre movimentos sociais e ambientais.
Rodriguez deu palestras em mais de 200 escolas sobre a utilização e o poder da arte no engajamento cívico no trabalho de artistas que fazem os vínculos entre a comunidade e o museu, e entre o local e o internacional. Ela também é professora e dá palestras sobre organização cultural e tecnologia para inspirar mudanças sociais e conduz workshops de arte em escolas de todo o país, já fez workshops na Loyola Marymount University, em Los Angeles, no De Young Museum e o Commonwealth Club em San Francisco, no Williams College, em Massachusetts, no Habana Hip Hop Festival, em Havana, e El Faro de Oriente, na Cidade do México. Algumas das muitas escolas nas quais Rodriguez lecionou incluem Universidade da Califórnia em Santa Cruz, Stanford, Universidade Estadual de Michigan e Universidade de Syracuse. 

## Influências
Rodriguez foi influenciada pelo movimento chicano e pela arte feminista das décadas de 70 e 80. Ela estudou história da arte política, incluindo trabalhos artísticos e gráficos associados ao Partido dos Panteras Negras e ao movimento feminista dos anos 1970, no programa de residência do Center for the Study of Political Graphics, em Los Angeles.
Entre os artistas que influenciam Favianna Rodríguez estão: Ester Hernández, Yolanda López, Rufino Tamayo, Rupert García, Romare Bearden , Pablo Picasso, Taller de Gráfica Popular, Ospaaal, Wangechi Mutu, Frida Kahlo, Swoon (artista) e Malaquias Montoya.

## Projetos
Em 2013, Favianna trabalhou com o canal YouTube I Am Other para criar Migration is Beautiful, uma série documental em três partes que aborda o debate em torno da política de imigração nos Estados Unidos e a percepção dos imigrantes.
Ela é coautora de Reproduce and Revolt com Josh MacPhee. Além disso, Rodriguez é colaboradora do Creative Commons.
Rodriguez é conhecida por seu trabalho na CultureStrike de confecção  de cartazes sobre ambientalismo, imigração e feminismo. Os pôsteres de Rodriguez têm um estilo distinto e colorido com contexto contemporâneo que se inspira em suas raízes latino-americanas. Seu trabalho tem sido mostrado em todos os EUA e internacionalmente. 
Um de seus projetos atuais é o Pussy Power, que busca redefinir a vagina como fonte de empoderamento.
Em novembro de 2018 fez parceria com a empresa de sorvetes Ben & Jerry's, onde projetou embalagens fantásticas e coloridas para o sabor de edição limitada, Pecan Resist, que foi criado como ato de resistência ao governo Trump. Como parte do projeto, a Ben & Jerry's está doando US$ 25.000 para as organizações Neta, Color of Change, Honor the Earth e a Women's March. O desenho retrata duas personagens: uma de gênero queer com o punho no ar; e a outra que segura um cartaz escrito "resistir", usando um hijabe para homenagear um dos amigos próximos de Rodriguez. O design é vibrante e colorido, com objetivo de empoderar minorias.

## Prêmios e homenagens
- 2018ː Premiada com a Bolsa Soros Equality, por organizar artistas ativistas.[33]
- 2017ː Premiada com a Bolsa Atlantic for Racial Equity.[33]
- 2016ː Prêmio Robert Rauschenberg Artist como bolsista ativista, por seu trabalho em torno da detenção de imigrantes e encarceramento em massa.[33]
- 2012: Prêmio Emerging Leader, da Chicana Latina Foundation (São Francisco).
- 2011: Prêmio Creative Work Fund 2011 (São Francisco).
- 2011: Prêmio Innovation Grant, do Center for Cultural Innovation (Los Angeles).
- 2010: Indicada pela Women's Hall of Fame na categoria Arts & Culture (Condado de Alameda).[34]
- 2009: Premiada com Bolsa de estudos artísticos na OPEN Foundation (Oakland).
- 2008: Nomeada entre os "50 Visionários que estão mudando o mundo", pela revista Utne Reader.[15]
- 2008: Prêmio Sister of Fire, do Women of Color Resource Center, (Oakland).
- 2007: Prêmio da Belle Foundation Individual Artist, (San José).
- 2005: Prêmio Art Is A Hammer, do Center for the Study of Political Graphics (Califórnia).

## Exposições

### Estados Unidos
- El Museo del Barrio (Nova Iorque)
- De Young Museum (São Francisco)
- Mexican Fine Arts Center (Chicago)
- Yerba Buena Center for the Arts (São Francisco)
- Sol Gallery (Providence)
- Huntington Museum and Galería Sin Fronteras (Austin)
- Multicultural Center at the University of California (Santa Barbara)

### Exterior
- The House of Love & Dissent (Roma)
- Parco Museum (Tóquio)

Além disso, seus trabalhos foram exibidos na Inglaterra, Bélgica e México. Participou do programa de residência no De Young Museum (São Francisco) em 2005, na Residência Sea Change da Gaea Foundation (Provincetown) em 2006, e também foi artista residente no Kala Art Institute (Berkeley), entre 2007 a 2008. 